# 사토야 다에
사토야 다에(일본어: 里谷 多英, さとや たえ, 1976년 6월 12일~)는 일본의 은퇴한 프리스타일 스키 선수로 주 종목은 모굴이다. 1998년 동계 올림픽에서 여자 모굴 금메달을 획득하여 일본 여자 선수로는 최초로 동계 올림픽 금메달리스트가 되었다.

## 경력
삿포로시 기타구에서 태어났다. 삿포로 시립 신요 소학교, 삿포로 시립 호쿠요 중학교, 도카이 대학 부속 제4고등학교(현재의 도카이 대학 부속 삿포로 고등학교) 체육과, 홋카이도 도카이 대학을 졸업했다. 소학교 5학년때인 1988년에 모굴 스키를 시작했으며, 6학년때인 1989년에 전일본 스키 선수권 대회에 출전하여 모굴 스키 부문 우승을 차지하며 대회 역사상 최연소 우승자가 되었다.
1992년에 처음으로 일본 국가대표로 발탁되었다. 같은 해 2월에 자국 일본 후쿠시마의 이나와시로에서 열린 월드컵을 통해 첫 국제 대회 경험을 쌓았으며, 이 대회에서 16위를 기록했다. 1994년에는 노르웨이 릴레함메르에서 열린 1994년 동계 올림픽에 참가하여 자신의 첫 올림픽에 출전하게 되었고, 모굴 부문에서 11위를 기록했다. 1995년 2월에는 프랑스 라클뤼자에서 열린 1995년 세계 선수권 대회에 출전하면서 처음으로 세계 선수권 대회에 참가하였다. 사토야는 이 대회에서 12위를 기록했다.
1996년 3월 스웨덴 셀렌에서 열린 모굴 월드컵에서 미국의 도나 와인브렉트와 프랑스의 캉디스 길그의 뒤를 이어 3위를 하며 동메달을 획득, 처음으로 월드컵 메달을 획득했다. 이듬해인 1997년 2월에 일본 나가노에서 열린 1997년 세계 선수권 대회에서 15위를 기록했고, 그 해 7월 아버지인 마사아키가 세상을 떠나자 은퇴를 고민했으나 다시 선수 생활을 지속했다. 
1998년 2월 자신의 두번째 올림픽인 자국의 나가노에서 열린 1998년 동계 올림픽에 참가하였다. 사토야는 여자 모굴 부문에서 올림픽 기록을 세우면서 독일의 타타냐 미터마이어와 노르웨이의 카리 트로를 제치고 금메달을 획득하였다. 일본인 최초의 여자 동계 올림픽 금메달리스트라는 기록과 함께 당시 연령이 21세 244일로 일본 최연소 동계 올림픽 금메달리스트라는 기록을 세웠다. 최연소 기록은 2018년 동계 올림픽에서 스피드스케이팅 종목에서 금메달을 획득한 사토 아야노가 21세 73일의 기록을 세우며 갱신되었다. 당시 금메달 획득으로 국민적 영웅으로 떠오른 사토야는 방송에도 자주 출연하는 등 큰 인기를 모았다. 2002년 동계 올림픽에서도 동메달을 땄다. 그러나 2005년 롯폰기에서 술에 취하고 부적절한 행위를 하여 일본 스키 연맹의 징계로 대회 출전 금지 조치를 당했다. 2006년 동계 올림픽과 2010년 동계 올림픽에도 참가하였다.